# Kim Frank

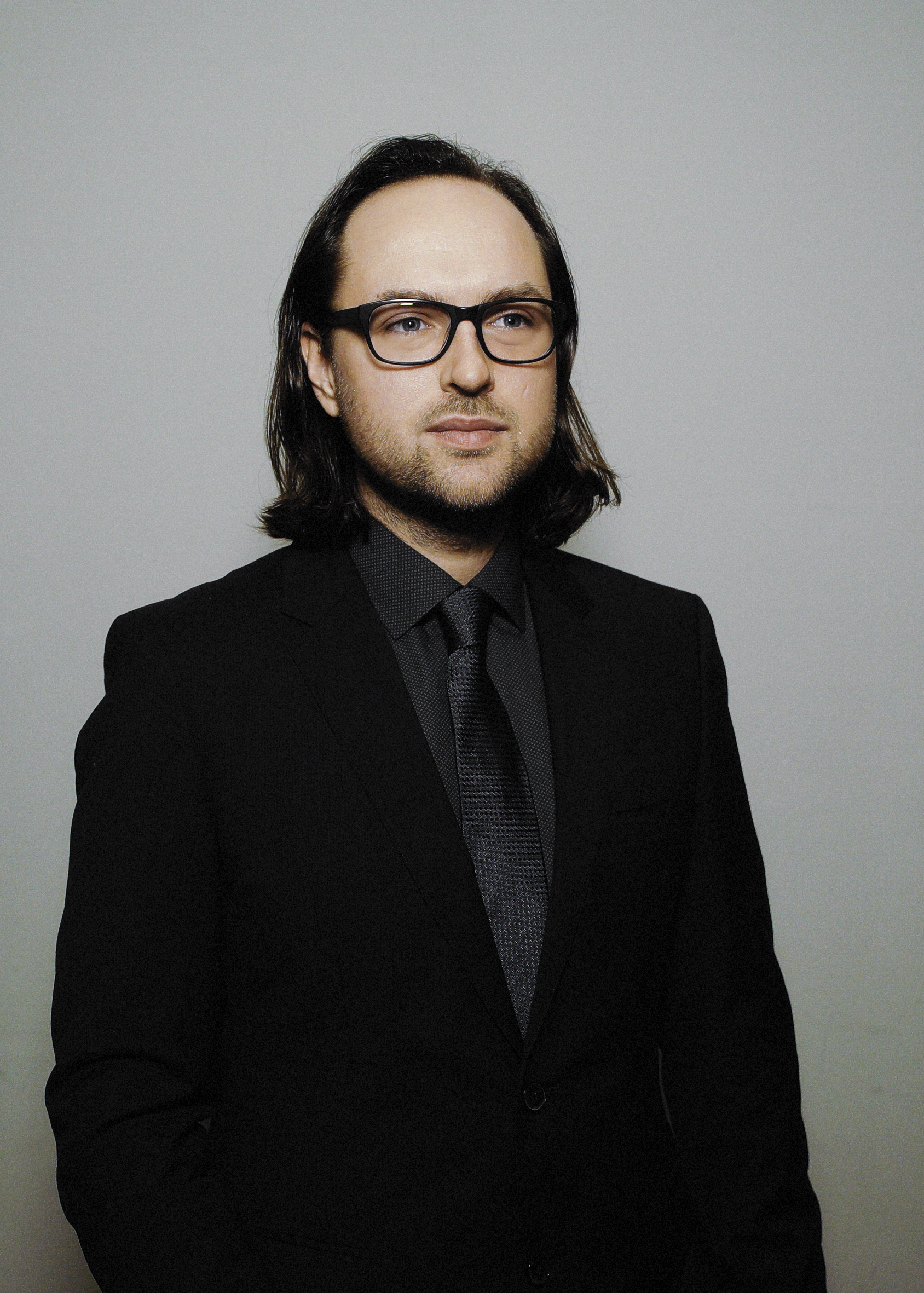
Kim Frank (2018)

Kim Alexander Frank (* 24. Mai 1982 in Flensburg) ist ein deutscher Sänger, Autor sowie Regisseur von Musikvideos, Spiel- und Dokumentarfilmen. Erste Bekanntheit erreichte er um die Jahrtausendwende als Sänger der Band Echt.

## Biografie
Aufgewachsen in einfachen Verhältnissen in Flensburg-Fruerlund, gründete er 1994 zusammen mit Florian Sump und drei weiteren Mitschülern in der Flensburger Kurt-Tucholsky-Schule die Band Echt, die 1998 ihr erstes, nach der Band benanntes Album herausbrachte. Auf Konzerten fungierte Frontmann Frank bisweilen auch als Soloinstrumentalist an der Querflöte sowie an den Percussions. Mit dem Album Freischwimmer und besonders den Hits Du trägst keine Liebe in dir und Weinst du gelang der Band 1999 der bundesweite Durchbruch und sie erfreute sich vor allem bei jüngeren weiblichen Fans großer Beliebtheit. Die bekanntesten Titel der Gruppe stammten dabei nicht von der Band selbst, sondern wurden u. a. von Michel van Dyke (Wo bist Du jetzt? und Du trägst keine Liebe in dir) geschrieben.
Erst für das kommerziell erfolglosere Nachfolgealbum Recorder (erschienen 2001) schrieben die Musiker ausschließlich ihre eigenen Lieder. Aufgrund interner Auseinandersetzungen über die weitere musikalische Ausrichtung zerbrach die Band im Jahr 2002.
Nach dem Ende von Echt ging Frank zunächst Wege abseits der Musik: Bereits während seiner Karriere mit Echt beschäftigte sich Frank mit dem Fotografieren diverser Künstler, u. a. lichtete er die Band Nord und Bernd Begemann ab. Dabei unterstützte Frank die Sportfreunde Stiller (Ein Kompliment), Bernd Begemann (Bis du den Richtigen triffst – nimm mich) und Marlon (Lieber Gott) allerdings auch musikalisch.
Über den ebenfalls in Schleswig-Holstein lebenden Detlev Buck wurde der Regisseur Leander Haußmann, der ein „unverbrauchtes Gesicht“ für seinen Film NVA suchte, auf Kim Frank aufmerksam. Auf diese Weise bekam er die Hauptrolle in dem im September 2005 veröffentlichten Film, in dem Kim Frank den sensiblen Wehrpflichtigen Henrik Heidler spielt. Im Disney-Film Himmel und Huhn, ebenfalls aus dem Jahr 2005, synchronisierte er die Stimme des kleinen Hühnchens Junior.
Als Hörspielsprecher hatte Frank bereits zur Echt-Zeit mit seinen Bandkollegen an Folge 106 der Reihe Die drei ??? (als Jeffrey) mitgewirkt, später an Günter Merlaus Hörspielserie Die Schwarze Sonne (als Arthur Conan Doyle) oder an Schritt für Schritt ins Paradies von Otmar Hitzelberger (als Lehrling) und war auch als Hörbuchsprecher nicht nur eines eigenen Romanes, sondern auch von Edgar Allan Poes Der Doppelmord in der Rue Morgue in Erscheinung getreten.

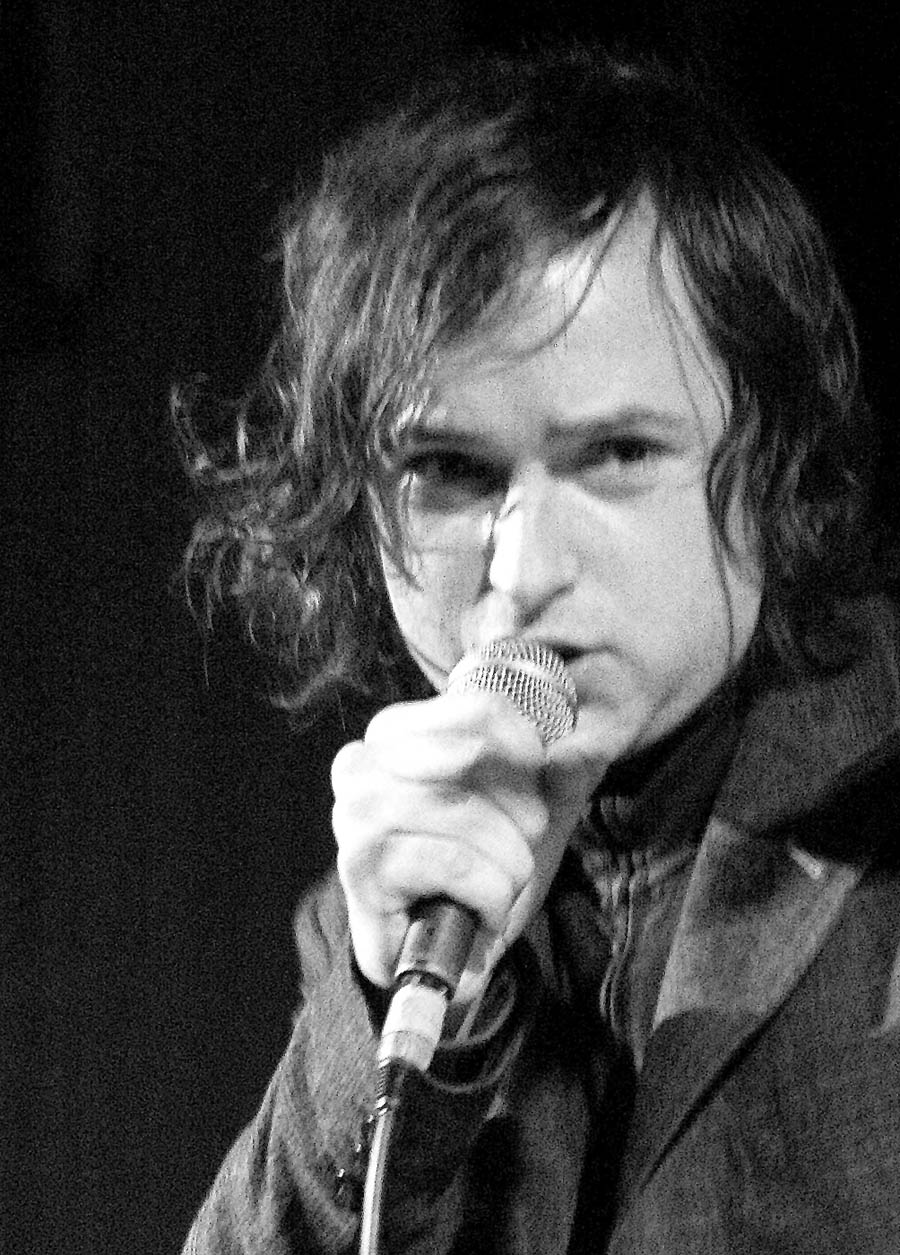
Kim Frank (2006)

Im Jahr 2003 begann Frank, Songs für ein Soloalbum zu schreiben, welches am 2. März 2007 unter dem Namen Hellblau erschien. Es stieß bei Kritik und Publikum auf gemischte Reaktionen. Am 9. Februar 2007 wurde die Single Lara veröffentlicht. Am selben Tag trat Frank mit diesem Lied beim Bundesvision Song Contest von TV total für Schleswig-Holstein an und belegte den dritten Platz. Im Frühling 2007 drehte Frank einen Videoclip zu seinem Song Zwei Sommer zusammen mit vier Teilnehmerinnen (Anni, Milla, Mandy und Aneta) der zweiten Staffel der Sendung Germany’s Next Topmodel.
Seit 2008 arbeitet Kim Frank als Regisseur, Kameramann, Editor und Produzent in erster Linie für Musikvideos. Schon mit 16 Jahren hatte er das erste Mal bei dem Clip zu der Single-Auskopplung Fort von mir seiner Band Echt Regie geführt. Eine musikalische Zusammenarbeit mit Wolfgang Michels u. a. für den Benefiz-Sampler Kunztstücke (2008) Liebe ist frei blieb seine bislang letzte Veröffentlichung als Singer-Songwriter.
Im Mai 2011 erschien sein Debütroman im Rowohlt Verlag. Unter dem Titel 27 behandelt er die Angst eines Musikers, mit 27 Jahren zu sterben und so dem Klub 27 beizutreten.
Im April 2016 gewann Kim Frank den Echo für das beste nationale Musikvideo für sein Video zu Udo Lindenbergs Durch die schweren Zeiten.
Im selben Monat veröffentlichte Die Zeit von ihm einen nostalgischen und sehnsuchtsweckenden „Liebesbrief“ an Flensburg, seine Heimatstadt, die er im Alter von 16 Jahren verließ, um seinerzeit nach Hamburg aufzubrechen. Als Autor von Zeitschriftenbeiträgen tritt Frank hin und wieder in Erscheinung, zuletzt 2023 für das Mint Magazin mit einem autobiografischen Text über Hildegard Knefs Album …singt Cole Porter.
Im März 2018 drehte Kim Frank seinen ersten langen Spielfilm Wach, für den er auch das Drehbuch schrieb. In Wach geht es um zwei Freundinnen, die ohne Drogen wach bleiben wollen, so lange es geht. Er lief erstmals am 17. September 2018 im ZDF und wurde parallel dazu auf YouTube veröffentlicht. Wach wurde für den Grimme-Preis 2019 und für den New Faces Award 2019 nominiert. Jana McKinnon wurde als beste Nachwuchsdarstellerin für den Studio Hamburg Nachwuchspreis 2019 nominiert.
Im Oktober 2020 veröffentlichte Kim Frank einen Hörspielmehrteiler mit dem Namen Enthüllt bei Audio Now und anderen Anbietern als Podcast, den er nach intensiver Recherche in Zusammenarbeit mit einem befreundeten Asylrechtsanwalt schrieb und bei dem er neben Regie und Tonbearbeitung auch selbst den Erzähler spricht. Das Werk wurde 2021 für den Deutschen Podcastpreis in der Sparte „Beste Produktion“ nominiert.
Im November 2023 trat Kim Frank in einer Musikfolge des ZDF Magazin Royales überraschend wieder als Sänger mit einem Echt-Medley auf. Kurz darauf erschien in der ARD Mediathek sein vielbeachteter dreiteiliger „Coming-of-Age-Film“ ECHT – Unsere Jugend, eine Dokumentation der Bandgeschichte von Echt mit Schwerpunkt auf der gemeinsamen Jugend und dem Erwachsenwerden der Mitglieder, welche auch im Fernsehen gezeigt wurde.

## Privatleben
Ende der 1990er Jahre war er mit der Moderatorin Enie van de Meiklokjes liiert.
Heute lebt Frank mit seiner Frau in Hamburg.

## Diskografie

### Alben
| Jahr | Titel    | Höchstplatzierung, Gesamtwochen, AuszeichnungChartplatzierungen (Jahr, Titel, Platzierungen, Wochen, Auszeichnungen, Anmerkungen) | Höchstplatzierung, Gesamtwochen, AuszeichnungChartplatzierungen (Jahr, Titel, Platzierungen, Wochen, Auszeichnungen, Anmerkungen) | Anmerkungen                        |
| Jahr | Titel    | DE | AT | Anmerkungen                        |
| ---- | -------- | --- | --- | ---------------------------------- |
| 2007 | Hellblau | DE28 (3 Wo.)DE | — | Erstveröffentlichung: 2. März 2007 |

### Singles
| Jahr | Titel Album                                      | Höchstplatzierung, Gesamtwochen, AuszeichnungChartplatzierungen (Jahr, Titel, Album, Platzierungen, Wochen, Auszeichnungen, Anmerkungen) | Höchstplatzierung, Gesamtwochen, AuszeichnungChartplatzierungen (Jahr, Titel, Album, Platzierungen, Wochen, Auszeichnungen, Anmerkungen) | Anmerkungen                                   |
| Jahr | Titel Album                                      | DE | AT | Anmerkungen                                   |
| ---- | ------------------------------------------------ | --- | --- | --------------------------------------------- |
| 2000 | 48 Stunden –                                     | DE93 (2 Wo.)DE | — | Erstveröffentlichung: 1. Mai 2000 mit Oceana  |
| 2003 | Bis du den Richtigen triffst – nimm mich Endlich | — | — | Erstveröffentlichung: 2003 mit Bernd Begemann |
| 2007 | Lara Hellblau                                    | DE15 (9 Wo.)DE | AT58 (2 Wo.)AT | Erstveröffentlichung: 8. Februar 2007         |
| 2007 | Zwei Sommer Hellblau                             | DE89 (2 Wo.)DE | — | Erstveröffentlichung: 11. Mai 2007            |

Gastbeiträge
- 2008: Liebe ist frei (Zusammenarbeit mit Wolfgang Michels)

## Filmografie
Regisseur
- 2018: Wach
- 2023: ECHT – Unsere Jugend

Darsteller
- 2005: NVA
- 2005: Himmel und Huhn (Synchronstimme)

Regisseur von Musikvideos (Auswahl)
- 1998: Echt – Fort von mir
- 2000: Echt – Junimond
- 2001: Echt – 2010
- 2003: Echt – Wie geht es Dir so
- 2008: Bosse – Tanz mit mir
- 2008: Ruben Cossani – Mitgefühl, Besser jetzt
- 2008: The Glam – All the Universe
- 2009: Fehlfarben – Wir warten
- 2009: Johannes Oerding – Für die Welt
- 2009: Anajo – Jungs weinen nicht
- 2010: Roman Fischer – Into your head
- 2010: Cäthe – Unter meiner Haut
- 2010: Lloyd Cole – Writers retreat
- 2011: Anajo – Meine Wege
- 2012: Fehlfarben – Platz da[17]
- 2012: Fayzen – Richtung Meer
- 2013: Fayzen – Rosarot
- 2013: Adel Tawil feat. Sido und Prinz Pi – Aschenflug
- 2013: Elif – Nichts tut für immer weh
- 2013: Elif covert Fayzen – Rosarot
- 2013: Fayzen covert Elif – Feuer
- 2013: Guaia Guaia – Neues Land
- 2014: Adel Tawil – Weinen
- 2014: Andreas Bourani – Auf uns
- 2014: Oliver Koletzki feat. Fran – Up in the Air
- 2014: Mark Forster feat. Sido – Au revoir
- 2014: Adel Tawil feat. Matisyahu – Zuhause
- 2014: Andreas Bourani – Auf anderen Wegen
- 2014: Mark Forster – Flash mich
- 2014: Adel Tawil – Kartenhaus
- 2015: Revolverheld – Deine Nähe tut mir weh
- 2015: Michael Patrick Kelly – Shake away
- 2015: Eveline Hall – Carved Into a Stone
- 2015: Andreas Bourani – Ultraleicht
- 2015: Mark Forster – Bauch und Kopf
- 2015: Madsen – Kompass
- 2016: Udo Lindenberg – Durch die schweren Zeiten
- 2016: Jochen Distelmeyer – Video Games
- 2016: Mark Forster – Wir sind groß
- 2016: Mark Forster – Chöre
- 2017: Mark Forster – Sowieso
- 2017: Amanda – Blau
- 2017: Fayzen – Wundervoll
- 2017: Mark Forster – Kogong
- 2018: Mark Forster feat. Gentleman – Like a Lion
- 2018: Mark Forster – Einmal
- 2018: Alli Neumann – Hohes Fieber
- 2020: Mark Forster – Übermorgen
- 2021: Mark Forster – Ich frag die Maus
- 2021: Mark Forster x Lea – Drei Uhr nachts
- 2021: Alli Neumann – Madonna Whore Komplex
- 2023: Mark Forster feat. Kontra K – Wenn du mich vergisst
- 2023: Alli Neumann – so wie du
- 2023: Alli Neumann – primetime

## Werke
- 27. rororo, Reinbek 2011, ISBN 978-3-499-21577-3.

## Hörspiele
- 2002: Folge 106 Die drei ??? Mann ohne Kopf (als Jeffrey)
- 2020: Enthüllt (Regie und Sprecherrolle)